# Provincia de Badajoz
Badajoz es una provincia española perteneciente a la comunidad autónoma de Extremadura, de la cual ocupa la parte meridional. Está situada al suroeste de la península ibérica en la frontera con Portugal, en la submeseta sur.
Limita al este con la comunidad de Castilla-La Mancha, a través de las provincias de Toledo y Ciudad Real. Al sur linda con las provincias de Huelva y Sevilla y al sureste con la de Córdoba, todas ellas en Andalucía. Al norte aparece la provincia de Cáceres, que, con la de Badajoz, integra la comunidad autónoma de Extremadura. Al oeste, se encuentra Portugal. Con una superficie de 21 766 km², Badajoz es la provincia más extensa de España.
En la provincia se encuentra Mérida, capital de la comunidad autónoma. No obstante, su núcleo urbano más poblado es Badajoz, ciudad de la que la provincia toma su nombre y que ostenta la capitalidad de la misma, al albergar la sede la Diputación de Badajoz, la institución que gobierna la provincia, además de ser la sede de la Delegación del Gobierno en Extremadura.
La Diputación de Badajoz celebrará el Día de la provincia de Badajoz el 26 de abril.

## Geografía
Con una superficie de 21 766 km², Badajoz es la provincia más extensa de España, equivalente en tamaño a tres veces el País Vasco. La otra provincia extremeña, Cáceres, es la segunda en extensión con 19 868 km².

### Límites

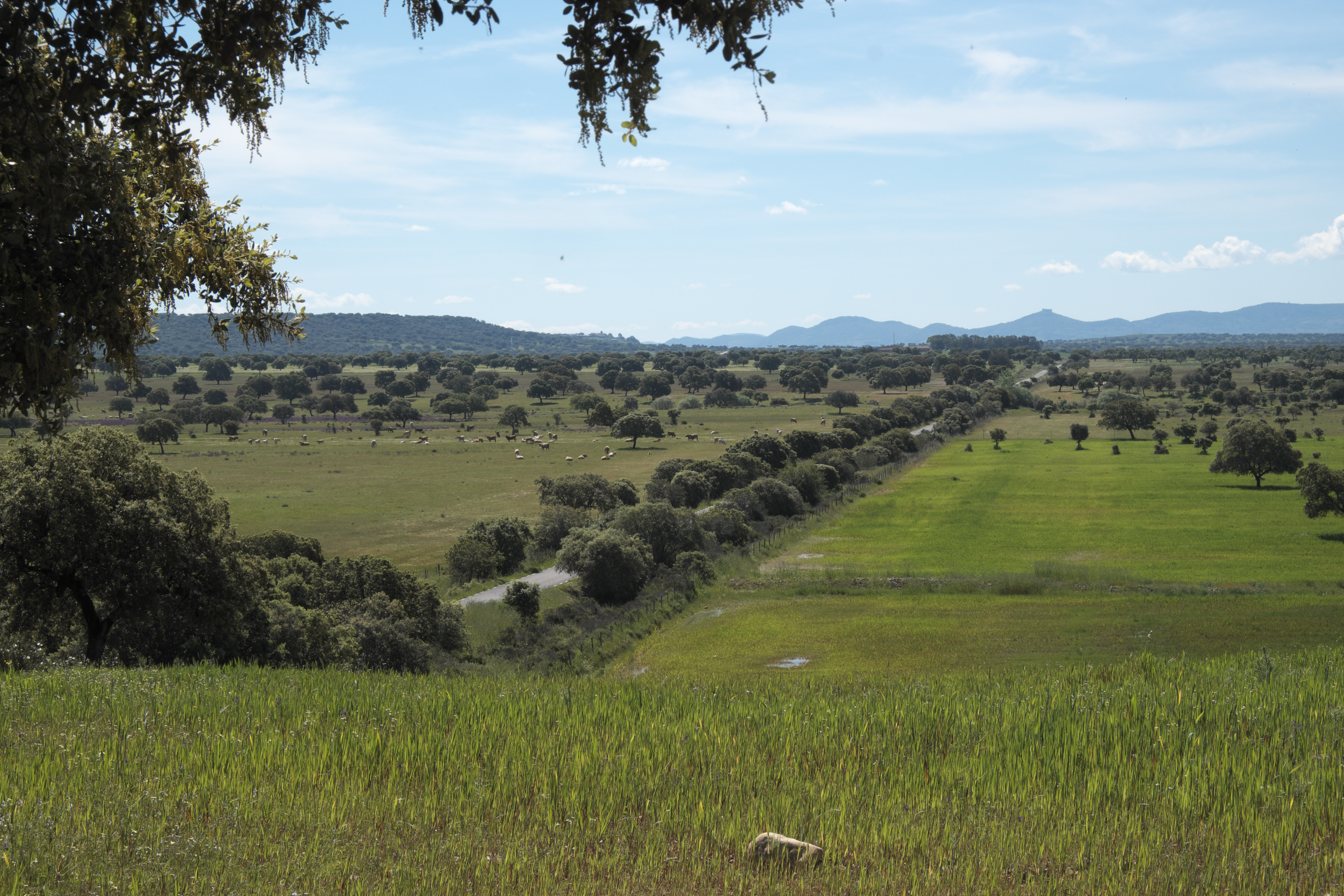
Paisaje de La Siberia en el noreste de la provincia

El límite septentrional de la provincia tiene comienzo en la unión de los ríos Guadarranque y Guadiana, corta el Guadalupejo al norte de Valdecaballeros, atraviesa la meseta, en cuyos bordes nace el Gargáligas, cruza los terrenos ondulados por donde corren el Cubilar y el Ruecas, pasa al sur de Miajadas, Arroyomolinos y Alcuéscar, alcanza las cumbres de la sierra de San Pedro y las recorre hasta la frontera portuguesa, no lejos del nacimiento del Gévora.

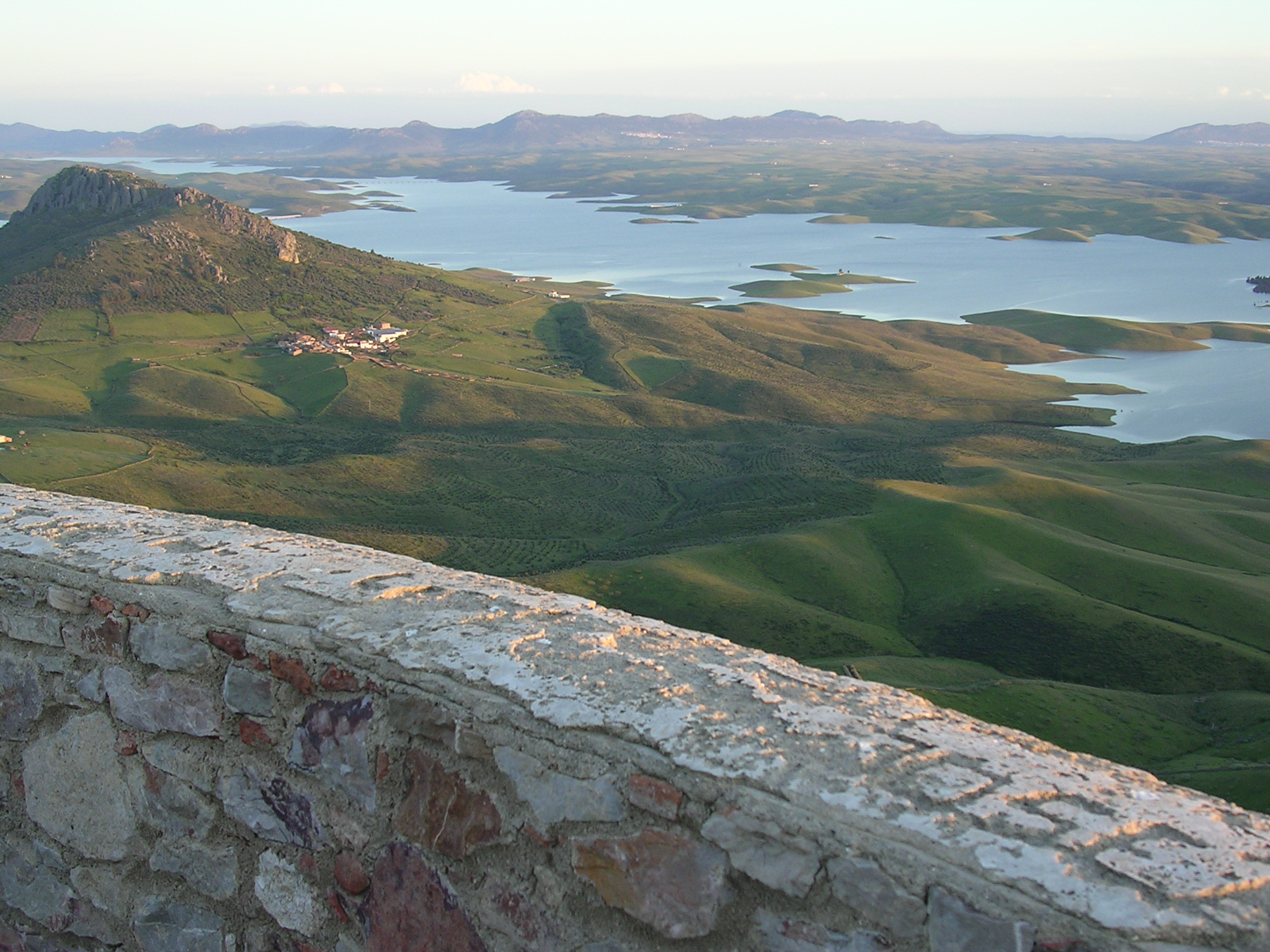
Embalse de la Serena desde el castillo de Puebla de Alcocer

Comienza en dicho punto su límite occidental, que es al mismo tiempo el que separa Portugal de España, sigue el curso del Gévora en los dos tercios de la longitud de este y, cortando luego rectamente al sur, llega al Guadiana como a legua y media de la capital de la provincia, Badajoz. Sirve el Guadiana de límite entre España y Portugal por espacio de unas tres leguas y lo abandona en las cercanías de la localidad lusa de Mourão, separándose de él cada vez más hasta tocar en el Ardila, muy cerca de Valencia del Mombuey.

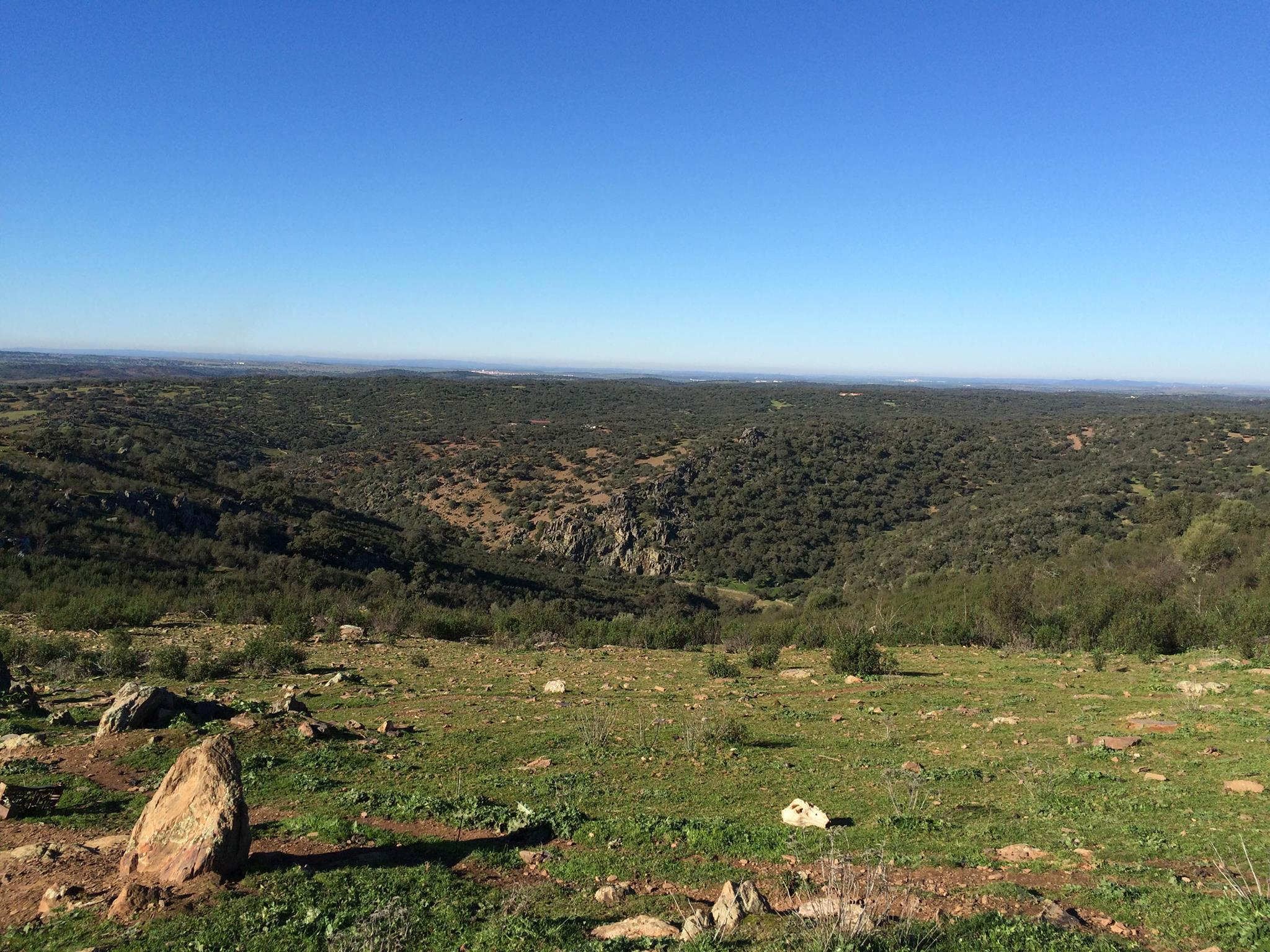
Paisaje en Valencia del Mombuey

El límite sur arranca desde el punto anteriormente citado y se dirige por diversas cumbres de Sierra Morena y al Mediodía de Fregenal, Higuera la Real y Monesterio, abarca las primeras vertientes que envían sus aguas al Guadalquivir por la ribera de Cala, cruza esta y después el río Viar, y volviendo al norte de Guadalcanal, concluye en el río Bembézar, a unas dos leguas por debajo de Azuaga.
El límite oriental de la provincia atraviesa casi recto al norte la alta planicie divisoria entre los ríos Guadalquivir y Guadiana, se inclina luego hacia el Zújar, cuyo tortuoso cauce sigue constantemente en el trayecto de quince leguas hasta encontrarse con el Guadalmez. Desde aquí se separa hacia el noreste, cruzando las sierras que vienen desde Almadén, el río Esteras y las cordilleras paralelas que separan el Zújar del Guadiana al este de Herrera del Duque. Tuerce al norte, corta el Guadiana y llega a su pequeño afluente el Estena, cuyas aguas recorre hasta que se unen con el río principal, no lejos de la confluencia con el Guadarranque, desde la cual se empezó la descripción de límites.

## Demografía
La provincia de Badajoz tiene 666 029 habitantes (INE 2024), con una densidad de población de 30,6 hab/km², por debajo de la media nacional (96,1 hab/km²). El 50,61 % son mujeres y el 49,39 % restante hombres.
Es la vigésimo quinta provincia más poblada del país, inmediatamente por detrás de Navarra (678 333). Supera en casi 280 000 habitantes a Cáceres (388 652), la otra provincia extremeña.
| Gráfica de evolución demográfica de la provincia de Badajoz entre 1842 y 2021            |
|                                                                                          |
| Fuente: Instituto Nacional de Estadística de España - Elaboración gráfica por Wikipedia. |

El 22,26 % de sus habitantes reside en la ciudad de Badajoz, que, con una población de 150 610 habitantes (INE 2021), se destaca como el núcleo urbano más poblado de la provincia. La siguiente ciudad por población es Mérida, que con 59 424 habitantes (INE 2021), alberga al 8,78 % de la población total de la provincia. Junto a estas localidades, otras siete superan los 10 000 habitantes en el año 2018.

La población en la provincia de Badajoz se ha caracterizado por un crecimiento constante hasta los años 1960, cuando comienza un fuerte éxodo hacia zonas más prósperas del país, fundamentalmente Cataluña y Madrid, reduciéndose la población en casi 200 000 habitantes en cuestión de veinte años. Desde los años 1980 la población se encuentra estancada por debajo de los 700 000 habitantes, con un crecimiento leve hasta 2010, cuando se vuelve a invertir la tendencia y la provincia vuelve a perder población. Si se observa la tendencia por municipios, se aprecia cómo los municipios situados en las serranías al este y sur de la provincia pierden población constantemente mientras aquellos situados en las cercanías de los núcleos de población de Badajoz, Mérida, Don Benito o Almendralejo crecen.

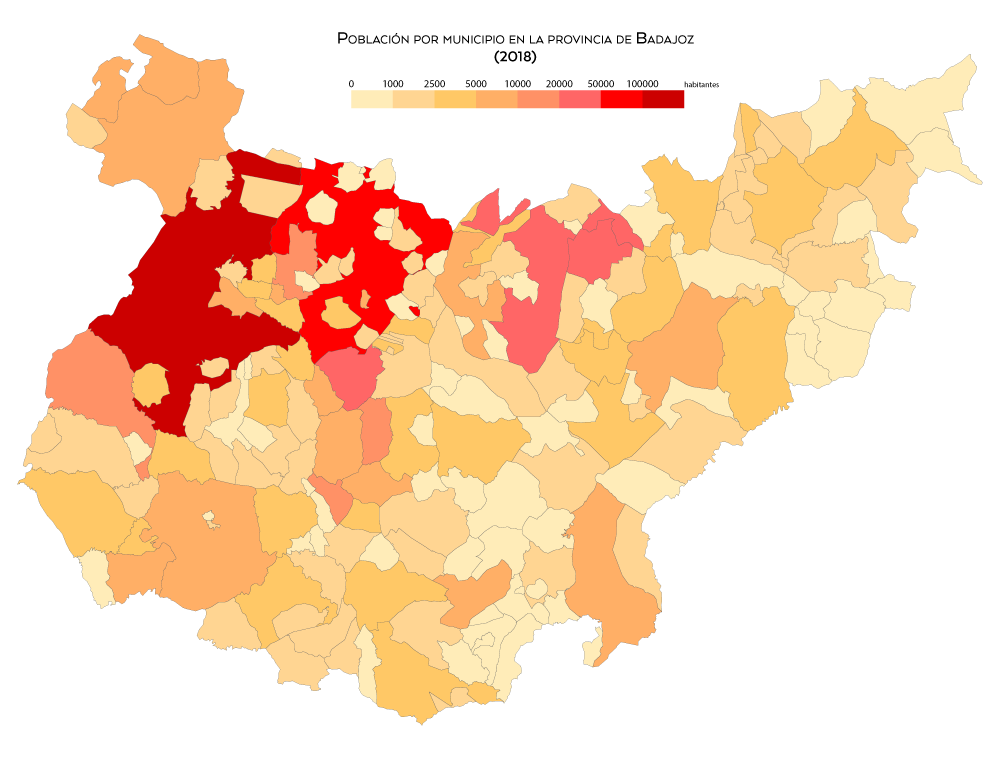
Población por municipio en el año 2018
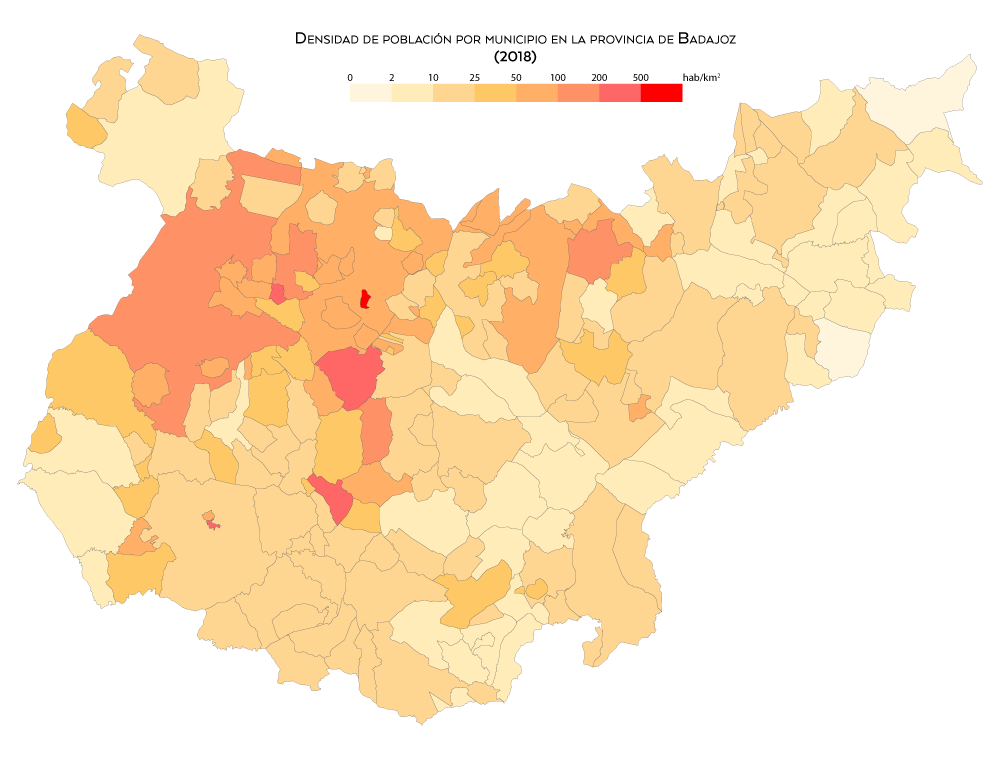
Densidad de población por municipio en 2018
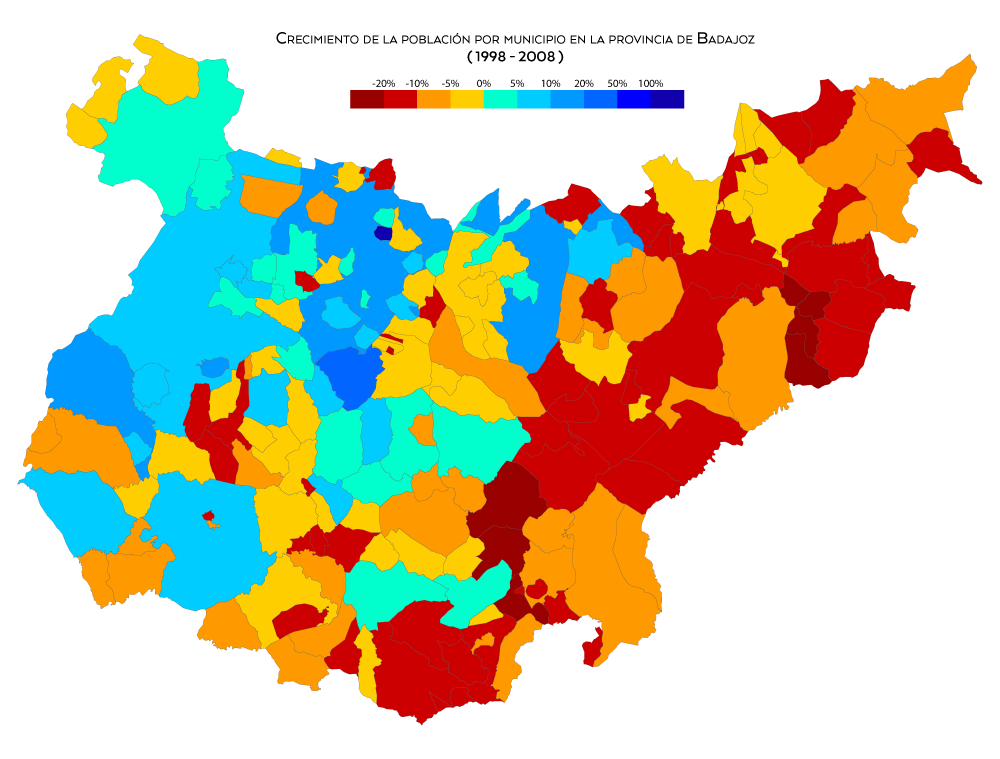
Evolución de la población por municipio entre 1998 y 2008
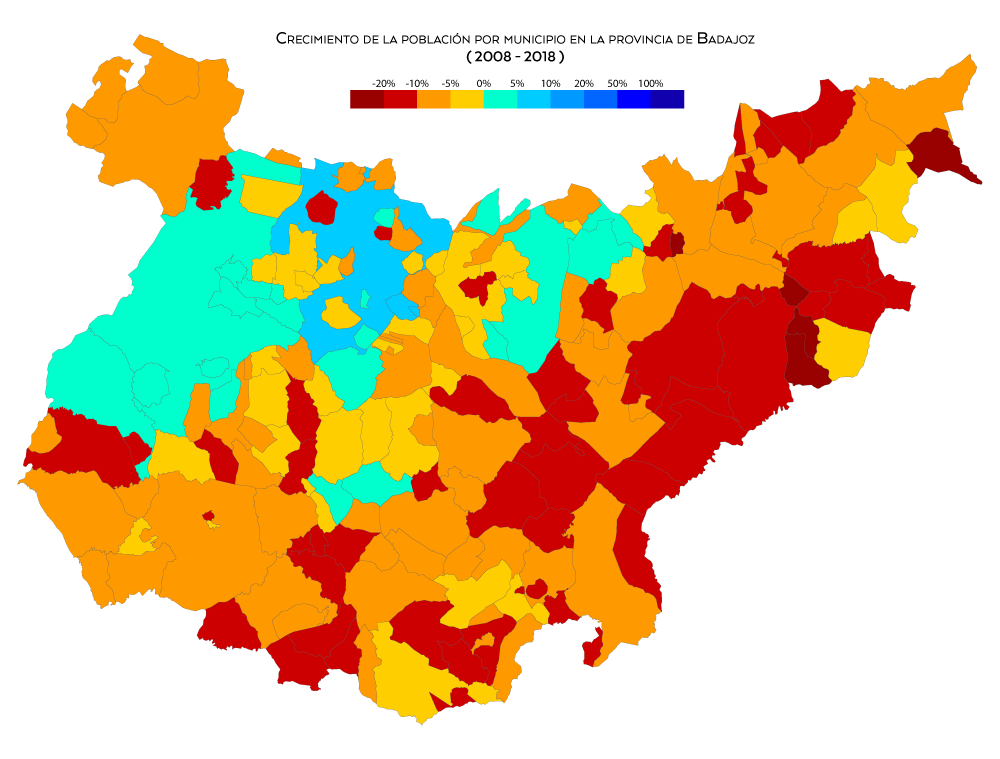
Evolución de la población por municipio entre 2008 y 2018

## Organización territorial

### Mancomunidades integrales

Mancomunidades integrales de la provincia de Badajoz

Desde el nacimiento de la comunidad autónoma de Extremadura hasta el año 2008 no existió una división comarcal oficial en Extremadura. El Estatuto de Autonomía de Extremadura preveía la posible división de la comunidad autónoma en comarcas a través de una ley, pero no fue hasta 2008 cuando, como consecuencia de la crisis económica y la necesidad de racionalización del gasto público, la Junta de Extremadura impulsó un proceso de comarcalización basado en la creación de mancomunidades integrales. Desde entonces, todos los municipios de Extremadura pertenecen a una, y solo a una, mancomunidad integral. Extremadura se divide en 33 mancomunidades integrales: 15 en la provincia de Badajoz y 18 en la provincia de Cáceres. Todos los municipios, a excepción de Badajoz, Cáceres, Mérida, Plasencia y Navalmoral de la Mata, pertenecen a alguna de las 33 mancomunidades en las que se ha dividido la región. 
Las quince mancomunidades integrales de la provincia de Badajoz son las siguientes:
1. Centro
2. Cijara
3. Guadiana
4. La Serena
5. La Serena-Vegas Altas
6. Lácara-Los Baldíos
7. Llerena
8. Olivenza
9. Siberia
10. Sierra Suroeste
11. Tentudía
12. Tierra de Barros (disuelta)[7]
13. Tierra de Barros-Río Matachel
14. Vegas Bajas
15. Río Bodión

### Municipios
La provincia de Badajoz tiene un total de 165 municipios, con lo que posee el 2,02 % de los municipios existentes en España (8131). La provincia de Badajoz es la 40.ª de España —de un total de cincuenta— en porcentaje de habitantes concentrados en su capital (21,84 %, frente a 31,96 % del conjunto de España). Los municipios más poblados de la provincia son los siguientes (INE 2024):
Algunos municipios no llegan a los 200 habitantes. Es el caso de Tamurejo (199), Capilla (145), Sancti-Spíritus (145), Reina (142) Risco (127) y El Carrascalejo (77), los seis menos poblados de la provincia a fecha de 1 de enero de 2024.

## Símbolos
Su escudo heráldico es el mismo que el de la ciudad de Badajoz. La bandera de la provincia es de color azul con el escudo al centro.[cita requerida]

## Historia
| Partidos judiciales | Pueblos | Vecinos | Almas   |
| ------------------- | ------- | ------- | ------- |
| Almendralejo        | 14      | 6988    | 25 236  |
| Badajoz             | 7       | 6255    | 24 241  |
| Castuera            | 12      | 7389    | 27 272  |
| Don Benito          | 8       | 5521    | 19 451  |
| Fregenal            | 8       | 5902    | 22 663  |
| Fuente              | 10      | 5560    | 21 653  |
| Herrera             | 13      | 4154    | 15 115  |
| Jerez               | 10      | 6439    | 23 350  |
| Llerena             | 20      | 7679    | 26 572  |
| Mérida              | 24      | 6489    | 23 834  |
| Olivenza            | 13      | 5136    | 18 500  |
| Puebla              | 14      | 4001    | 14 924  |
| Villanueva          | 7       | 5165    | 18 532  |
| Zafra               | 10      | 6696    | 24 749  |
| Total               | 140     | 66 266  | 241 328 |

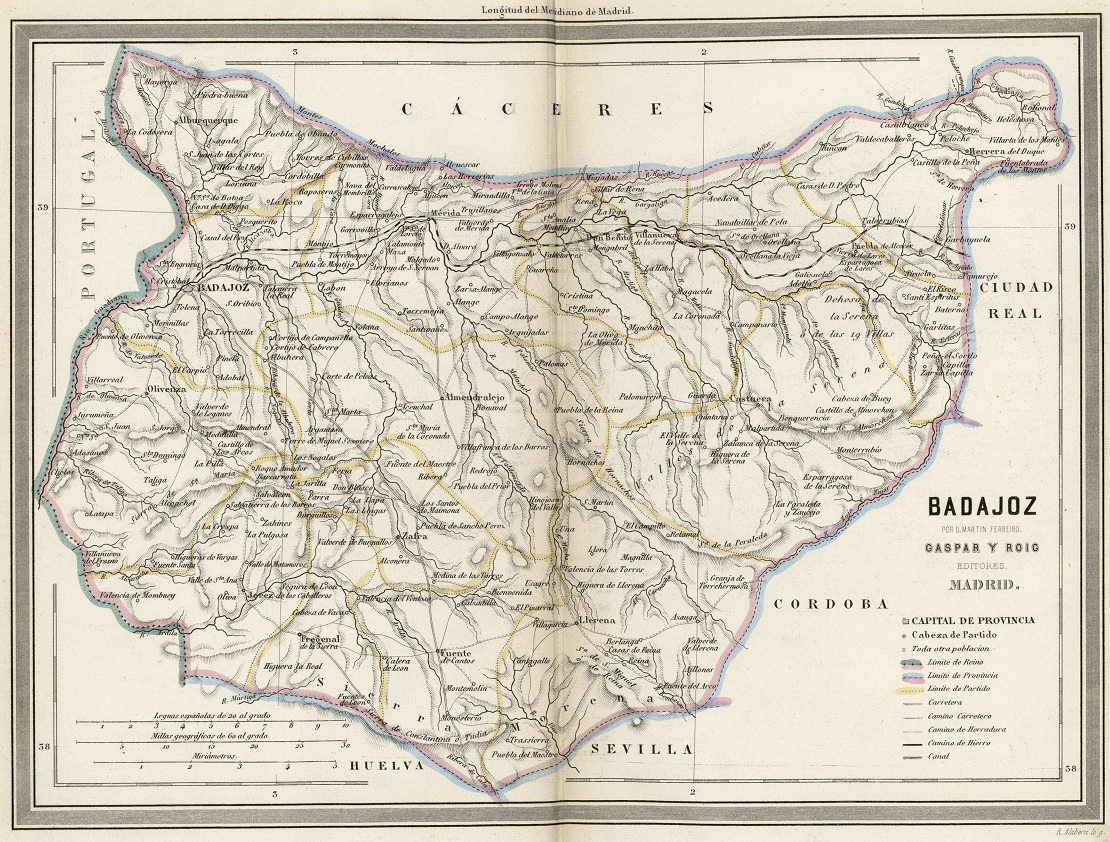
Mapa de la provincia de Badajoz, 1864, obra de Martín Ferreiro

A la caída del Antiguo Régimen de Julio Herranz se crea esta provincia perteneciente a la región de Extremadura constituyéndose 170 municipios constitucionales divididos en 14 partidos judiciales.

## Economía

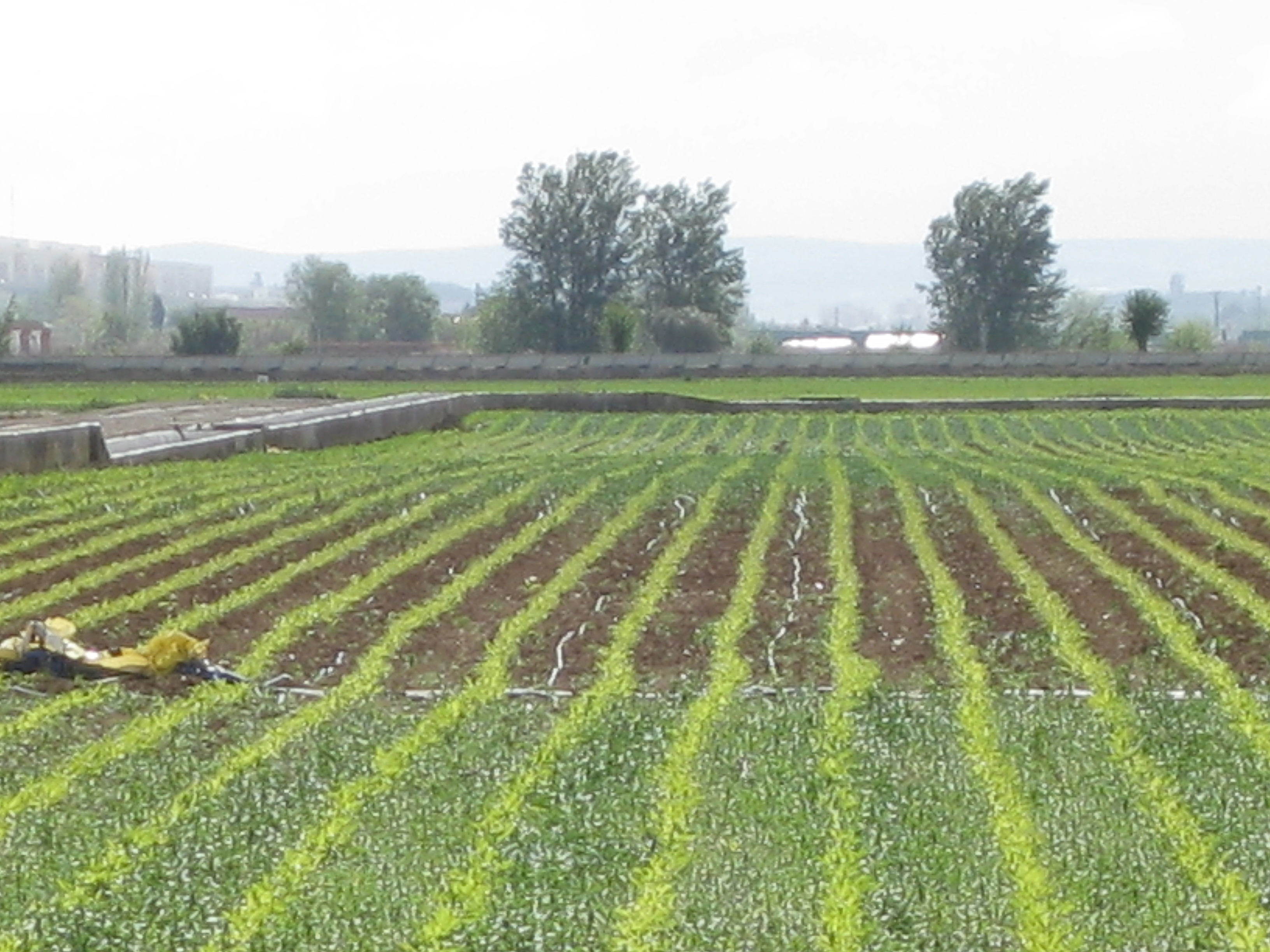
Campos de cultivo en la provincia

La producción económica difiere según la comarca y la localidad. Así las grandes ciudades como Badajoz, Mérida, Don Benito, Almendralejo y otras, ofrecen y viven de los servicios y en menor medida de industrias generales de tipo mediano. En las comarcas del Guadiana, Tierra de Mérida-Vegas Bajas, Vegas Altas y parte de Tierra de Badajoz, y en Tierra de Barros además de la tradicional fuente de riqueza agrícola, existe una floreciente industria de transformación agroganadera. En otras comarcas más alejadas de los centros urbanos y de las principales vías de comunicación, como pueden ser Campiña Sur, La Serena y La Siberia, la principal fuente es el sector primario, es decir, agricultura y quizás más todavía ganadería (ovina y porcina).
En el sector agrario predominan las zonas de regadío en el Valle del Guadiana (Badajoz, Montijo, Mérida, Don Benito-Villanueva, las zonas de olivares predominantes en Tierra de Barros, y los viñedos, extensos en Tierra de Barros y en Llerena (Campiña Sur).
El sector industrial, aunque menos desarrollado y muy bajo en proporción en cuanto a actividad nacional, tiene una proporción de población ocupada similar a la agroganadera: un 12,13 % (sube hasta un 26 % si se incluye la construcción) frente a un 14 % (sector primario). Destacan las dos principales ciudades de la provincia: Badajoz y Mérida, con sus respectivos polígonos industriales; y los núcleos de Jerez de los Caballeros, Don Benito-Villanueva y Almendralejo.
El sector terciario es el sector más predominante en la provincia (61,87 % de población ocupada), donde destacan los sectores empresariales (Almendralejo y Zafra), comerciales (Badajoz) y turísticos y administrativos (Mérida).

## Política

### Representantes en el Congreso de los Diputados
La provincia de Badajoz cuenta con cinco diputados en el Congreso de los Diputados. En las elecciones a Cortes Generales de julio de 2023, resultaron elegidos dos diputados del PSOE, dos del PP y uno de Vox.
| Nombre                         | Partido |
| ------------------------------ | ------- |
| María Isabel García López      | PSOE    |
| Juan Antonio González Gracia   | PSOE    |
| Antonio Cavacasillas Rodríguez | PP      |
| Alfonso Carlos Macías Gata     | PP      |
| Ignacio Hoces Íñiguez          | Vox     |